# Saliha Dilaşub Sultan
Sâliha Dil-Âşûb Sultan (1627 – 4. prosince 1689) byla manželka sultána Ibrahima I. a matka sultána Sulejmana II. Byla srbského původu a její rodné jméno bylo Katarina.

## Život
Katarina pocházela ze Srbska. Byla zajata do otroctví a následně prodána do harému jako konkubína. Dne 15. dubna 1642 porodila svého jediného syna, budoucího sultána Sulejmana II., který však měl starší konkurenci, nevlastního bratra Mehmeda IV. (syn Turhan Hatice Sultan). V několika osmanských kronikách je uvedeno, že se jí říkalo Aşub a byla první sultánovou oblíbenkyní, ještě před Telli Hümaşah Sultan. Byla popsána jako opuštěná žena, která ztratila svou lásku po tom, co ji zajali. Byla velmi tichá a nijak nezasahovala do dění v harému a politice.
Po smrti sultána Ibrahima I. byla polána do starého paláce spolu s jejími služkami (konkubínami). Všichni, kteří pracovali v paláci za jeho vlády, byli posláni pryč. Doufala, že syn Rusky Hatice Turhan a syn Mahpeyker Kösem zemřou a ona bude moct nastoupit na trůn Valide Sultan a její syn se stane sultánem.
Kösem plánovala zabít její nevlastní dceru a otrávit svého vnuka Mehmeda IV. za pomocí vysoce postavených vezírů. Nicméně jedna otrokyně z harému Salihu varovala.
Nakonec se však ve svých 39 letech stala Valide sultánkou, když byl Mehmed IV. sesazen z trůnu a na trůn nastoupil její syn Sulejman II.
Zemřela 4. prosince 1689 a byla pohřbena v mauzoleum v Sulejmanově mešitě v Istanbulu.